# Дынкин, Александр Леонидович
Александр Леонидович Ды́нкин (1915 — 1998) — советский авиаконструктор. Лауреат Сталинской премии первой степени и Государственной премии СССР.

## Биография
Родился 2 ноября 1915 года. Выпускник МАИ имени С. Орджоникидзе.
В 1939—1998 годах работал в Рыбинском КБ моторостроения (НПО «Сатурн») в должностях от конструктора до первого заместителя главного конструктора.
При его непосредственном участии и руководстве созданы двигатели для самолетов А. Н. Туполева, В. М. Мясищева, П. О. Сухого, А. И. Микояна, А. С. Яковлева, Г. М. Бериева, О. К. Антонова.
Доктор технических наук.
Умер в ночь с 27 на 28 августа 1998 года. Похоронен в Москве в колумбарии Введенского кладбища.
Сын — академик Дынкин, Александр Александрович.

## Автор книги
Самолет начинается с двигателя: Заметки о Рыбин. конструкт. бюро моторостроения : [В 3 кн.] / А. Л. Дынкин 21 см Рыбинск Рыбин. подворье 1995-, 1999
- Самолет начинается с двигателя : заметки о Рыбин. КБ моторостроения / А.Л. Дынкин. - Рыбинск : Рыбин. подворье.Кн. 1. - 492 с.: ил. - ISBN 5-85231-020-4. - 1995. - Б. ц.
- Самолет начинается с двигателя [Текст] : заметки о Рыбин. КБ моторостроения / А.Л. Дынкин. - Рыбинск : [б. и.].Кн. 2. - 539 с.: ил., портр. - ISBN 5-85231-055-7. - 1998. - Б. ц.
- Самолет начинается с двигателя [Текст] : заметки о Рыбин. КБ моторостроения / А.Л. Дынкин. - Рыбинск : [б. и.].Кн. 3. - 377 с.: ил. - ISBN 5-85231-076-X. - 1999. - Б. ц.

## Награды и премии
- Сталинская премия первой степени (1951) — за работу в области машиностроения
- Государственная премия СССР
- Почётный авиастроитель
- орден Ленина
- орден Октябрьской революции
- орден Трудового Красного Знамени
- орден «Знак Почёта».